# A színfalak mögött (televíziós sorozat, 2016)
A színfalak mögött (eredeti cím: Backstage) 2016 és 2017 között vetített kanadai drámasorozat, amelyet Jennifer Pertsch és Lara Azzopardi alkotott. A főbb szerepekben Devyn Nekoda, Alyssa Trask, Josh Bogert, Aviva Mongillo és Matthew Isen látható.
Kanadában a Family Channel mutatta be 2016. március 18-án. Magyarországon 2022. március 8-án mutatta be az HBO Max.

## Ismertető
Táncosok, énekesek, zenészek járnak a Keaton művészeti iskolában, ahol minden nap megpróbáltatásokkal kell szembenézniük. A szereplők gyakran áttörik a negyedik falat és beszélgetnek a nézőkkel.

## Szereplők
| Szereplő                   | Színész            | Magyar hang   | Leírás                                                                  |
| -------------------------- | ------------------ | ------------- | ----------------------------------------------------------------------- |
| Vanessa Morita             | Devyn Nekoda       | Kobela Kíra   | Balett-táncos, Carly legjobb barátja.                                   |
| Carly Catto                | Alyssa Trask       | Boldog Emese  | Balett-táncos, Vanessa legjobb barátja.                                 |
| Miles Lennox               | Josh Bogert        | Baráth István | Félénk zenész. Játszik gitáron, zongorán és ütőhangszereken. Vesebeteg. |
| Alya Kendrick              | Aviva Mongillo     | Laudon Andrea | Felénk zenész, gitározik és énekel.                                     |
| Jackson Jax" Gardner       | Matthew Isen       | Berkes Bence  | Zenész. Kiváló DJ.                                                      |
| Bianca Blackwell           | Julia Tomasone     | Csifó Dorina  | Énekesnő, több darabban is játszik.                                     |
| Jenna Cristinziano         | Adrianna Di Liello | N/A           | Táncos.                                                                 |
| Sasha Roy                  | Colin Petierre     | Boldog Gábor  | Táncos.                                                                 |
| Scarlett Dunn              | Mckenzie Small     | Hermann Lilla | Az iskola legtehetségesebb énekese.                                     |
| Katherine Emily "Kit" Dunn | Romy Weltman       | N/A           | Művészeti hallgató és producer.                                         |
| Denzel Stone               | Isiah Hal          | Penke Bence   | Művészeti hallgató és producer.                                         |
| Julie Maslany              | Kyal Legend        | N/A           | A diákszövetkezett elnöke.                                              |
| Park                       | Chris Hoffman      | Bozsó Péter   | Zenetanár.                                                              |
| Etta Helsweel              | Jane Moffat        | N/A           | Tánctanár.                                                              |
| Beckett Bradstreet         | Thomas L. Colford  | N/A           | Táncos.                                                                 |

### Magyar változat
- Magyar szöveg: Moduna Zsuzsa
- Szinkronrendező: Kozma Attila

A szinkront a Masterfilm Digital készítette.

## Epizódok
| Évad | Évad | Epizódok | Eredeti sugárzás  | Eredeti sugárzás     | Magyar sugárzás  | Magyar sugárzás  |
| Évad | Évad | Epizódok | Évadpremier       | Évadfinálé           | Évadpremier      | Évadfinálé       |
| ---- | ---- | -------- | ----------------- | -------------------- | ---------------- | ---------------- |
|      | 1    | 30       | 2016. március 18. | 2016. szeptember 30. | 2022. március 8. | 2022. március 8. |
|      | 2    | 30       | 2017. július 28.  | 2017. szeptember 30. | TBA              | TBA              |

## A sorozat készítése
A sorozat szereplői mind igazi táncosok és zenészek. A sorozat rendezői között olyan zenei videó-rendezők szerepelnek, mint az RT!, Director X, Wendy Morgan és Warren P. Sonoda, valamint Mario Azzopardi és Lara Azzopardi. Az első évad 30 epizódból állt.
2016. május 10-én bejelentették, hogy A színfalak mögött egy 30 epizódból álló második évaddal megújították.